# Bảo tàng Vùng Wschowa
Bảo tàng Vùng Wschowa (tiếng Ba Lan: Muzeum Ziemi Wschowskiej) là một bảo tàng tọa lạc tại số 2 Quảng trường Zamkowy, Wschowa, Ba Lan. Bảo tàng Vùng Wschowa được thành lập vào năm 1968. Bảo tàng có sứ mệnh thu thập và lưu giữ các di tích liên quan đến vùng Wschowa.

## Triển lãm
Bảo tàng Vùng Wschowa hiện đang lưu giữ hơn 7.100 hiện vật, phần lớn bộ sưu tập đến từ sự quyên góp của cư dân địa phương.
Hiện nay, các bộ sưu tập của Bảo tàng Vùng Wschowa bao gồm các nhóm di tích sau:
- nghệ thuật: giới thiệu đa dạng tác phẩm nghệ thuật thuộc các lĩnh vực hội họa, điêu khắc, thủ công mỹ nghệ
- lịch sử: trưng bày các vật dụng hàng ngày (bằng gốm, sứ và thiếc), đồ nội thất, bưu thiếp, quân sự
- dân tộc học: triển lãm di tích văn hóa dân gian
- hóa tệ học: giới thiệu tiền giấy và tiền xu thời Trung cổ và thời Phục hưng, và các thứ khác
- tự nhiên: triển lãm hóa thạch và khoáng sản
- khảo cổ học: trưng bày các hiện vật thuộc thời tiền sử (thời đại đồ đá, thời đại đồ đồng và thời đại đồ sắt) và thời Trung cổ
- bản đồ: bao gồm các bản đồ từ thế kỷ 17 đến thế kỷ 20
- thư viện: nhiều bản in cũ, kho lưu trữ, và các thứ khác